# Роджерс, Ян
Ян Роджерс (англ. Ian Rogers; род. 24 июня 1960, Хобарт) — австралийский шахматист, гроссмейстер (1985).

## Шахматная карьера
Многократный чемпион Австралии: 1979/1980, 1985/1986, 1997/1998 и 2005/2006.
В составе команды Австралии участник 14-и Олимпиад (1978—1996, 2000—2006).
Лучшие результаты в международных турнирах: Брисбен (1979) — 3-е; Сидней (1979) — 1—2-е; Мельбурн (1983) — 1—2-е; Сингапур и Биль (побочный турнир, 1983) — 1-е; Кралево (1984) — 1—4-е; Валево (1984) — 3—4-е; Белград (1984) — 1-е; Нуаро (1984) — 1—2-е; Вейк-ан-Зее (побочный турнир, 1985) — 1—2-е; Биль (1985) — 1—3-е; Крагуевац (1985) — 1-е; Мендризио (1985) — 1—4-е; Сирак и Белград (1986) — 3—4-е; Лондон (1987) — 3—6-е места.

## Изменения рейтинга
| Графики недоступны из-за технических проблем. См. информацию на Фабрикаторе и на mediawiki.org. |